# Eptatretus stoutii
Espèce
Statut de conservation UICN

 DD  : Données insuffisantes
La myxine du pacifique, Eptatretus stoutii (Lockington, 1878) est une espèce de myxiniforme répandue dans les eaux de l'océan Pacifique. Il s'agit d'un poisson agnathe, donc sans machoire et relativement primitif en termes d'évolution. Sa structure corporelle ressemble à celle d'un poisson du Paléozoique, ce qui lui confère un statut de fossile vivant. Ce poisson est capable de secréter de grandes quantités de mucus pour se défendre des prédateurs.

## Description
E. stoutii a un corps allongé semblable à celui des anguilles, bien que ces dernières fassent partie d'un taxon très différent et plus évolué. La longueur maximale jamais enregistrée est de 63 cm; la taille moyenne est d'environ 42 cm. La couleur est marron foncé, sans vraies nageoires et possède (comme tous les agnathes) une bouche sans mâchoires.

## Distribution et habitat
Cette espèce est présente dans le nord-est du Pacifique, du Mexique au Canada. Il vit entre 16 et 966 m de profondeur sur les fonds limoneux et argileux du plateau continental. Il semble être abondant dans son habitat.

## Biologie
Il se nourrit de céphalopodes et d'autres invertébrés des fonds marins, mais aussi de carcasses de poissons osseux, de requins, d'oiseaux et de baleines. Les œufs de cette espèce sont fécondés après le dépôt par la femelle, qui pond normalement environ 28 œufs de 5 mm de diamètre.